# Oxígeno-18
El oxígeno-18 (18O) es el segundo isótopo más abundante de oxígeno después del oxígeno-16 (16O). Es un isótopo estable que existe naturalmente en el medio ambiente. La abundancia de este isótopo en la naturaleza es del 0,2 %.
El núcleo de oxígeno-18 tiene 8 protones y 10 neutrones, carga 8+ y masa 18.
Se utiliza junto al deuterio en estudios de hidrología, como trazador para entender el origen de las aguas meteóricas.